# Apayrı
Apayrı (Turks voor 'apart', als in 'afzonderlijk', 'afgescheiden', 'afgezonderd') is het vierde studioalbum van de Turkse zangeres Hande Yener. Het werd op 6 januari 2006 door Erol Köse Production uitgebracht en bereikte in Turkije de nummer 1-positie.

## Concept
Na drie popalbums te hebben uitgebracht, had Yener behoefte aan een andere muziekstijl. Het werd dancepop met invloeden uit verschillende muziekgenres, zoals house, funk, R&B, rock en synthpop. Hiermee is Apayrı het album waarmee de zangeres definitief brak met haar bravere popstijl en zich klaarmaakte voor de elektronische houseplaten (zoals Nasıl Delirdim?, Hipnoz en Hayrola?) die later zouden volgen. Yener liet zich hiervoor voornamelijk inspireren door de muziek van Madonna en Kylie Minogue. Het totale werk is geïnspireerd op dansmuziekstijlen die in de jaren '80 in de Verenigde Staten en Europa populair waren. Ook sloeg ze tekstueel een andere weg is. De meer standaard liefdesliedjes maakten plaats voor nummers over de dood, de liefde als onbegrepen fenomeen en de interne afrekening die plaatsvindt nadat een relatie wordt verbroken en voordat er ruimte ontstaat voor een volgende, nieuwe liefde. Hiermee is de stijl zachter en volwassener in vergelijking met haar voorgaande albums.
Ter promotie verscheen er een vijftal singles. De eerste twee, 'Kelepçe' en 'Aşkın Ateşi', bereikten de nummer 1-positie. De overige drie singles, 'Kim Bilebilir Aşkı', 'Yola Devam' en 'Apayrı', waren minder succesvol maar behaalden eveneens de top 10.
Van Apayrı werden 165.000 exemplaren verkocht, waardoor het de gouden certificering ontving. In september 2006 verscheen de extended play Hande Maxi, met hierop drie remixes van nummers afkomstig van Apayrı, te weten 'Yola Devam', 'Kelepçe' en 'Kim Bilebilir Aşkı', en drie nieuwe nummers.

## Tracklist
1. Yola Devam
2. Apayrı
3. Nasıl Zor Şimdi
4. Kelepçe (Club Version)
5. Kim Bilebilir Aşkı
6. Bugün Sevgililer Günü
7. Şefkat Gibi
8. Aşkın Ateşi
9. Kanat
10. Unut
11. Düş Bozumu
12. Sakin Olmalıyım
13. Sorma
14. Kelepçe (Clip Version)
15. İnsanlar Çok